# 赤松屋庄太郎
赤松屋 庄太郎（あかまつや しょうたろう、生没年不詳）は江戸時代末期の地本問屋である。

## 来歴
幕末に江戸の今川橋横山町2丁目清兵衛店において地本問屋を営業している。なお、寛政8年（1796年）に刊行された読本『高尾船字文』（滝沢馬琴作、栄松斎長喜画）の天保7年（1836年）版に合梓版元として記載がある。嘉永6年（1853年）12月、株を上州屋重兵衛に譲っている。歌川国芳の双六絵を出版している。

## 作品
- 歌川国芳 『東海道中双六』 双六絵 43.4cm×64.7cm